# Scandalul dioxinei
În Germania, în 2010 a izbucnit un scandal din cauza produselor nutritive poluate pentru animale. Către sfârșitul anului s-a constatat o creștere neadmisibilă a conținutului de dioxină în unele produse alimentare germane din carne, lapte, ouă oferite spre consum. Această creștere a fost provocată de produse nutritive germane pentru animale. Respectivele produse nutritive au provenit de la două fabrici din landul Renania de Nord-Westfalia, care între timp au fost închise de autorități.

## Fabrica chimicăHarles und Jentzsch
Una dintre firmele implicate, Harles und Jentzsch a produs numai în lunile noiembrie și decembrie aprox. 3000 de tone de grăsimi nutritive "dioxinizate", care livrate altor fabricanți au servit la producerea a 150.000 de tone (150.000.000 kg) de produse nutritive pentru creșterea animalelor. 

## Norma UE admisibilă
Procentul de dioxină din alimentele identificate ca fiind afectate de contaminare a depășit cu mult doza de dioxină admisă de normele de calitate aflate în vigoare în țările Uniunii Europene. De exemplu, norma UE nr. 1881/2006 admite pentru ouă maximum 3 picogram / 1 gram de grăsime animală, deci permis este cu mult mai puțin decât a miliarda parte dintr-un gram pe gram de grăsime.

## Consecințe
Au fost deja țări care au sistat importul de produse animale din Germania. Nu se poate deocamdată ști, dacă nu cumva și alte, indirecte produse din produse animale sunt (pot fi) afectate de procentul crescut de dioxină. La Berlin, există preocupări deosebite în sensul limitării efectelor negative provocate de scandalul dioxinei, se discută despre legiferarea unor controale mult mai coordonate și mai stricte asupra producției de nutritive, concret însă nu s-a decis nimic. Sunt propuneri ale unor politicieni care susțin o mai puternică competență centrală în controlul calității produselor alimentare, exercitat în prezent de land-urile germane.